# Jan Rovný
Jan Rovný (* 19. října 1924 Praha) byl český a československý politik Československé strany lidové a poúnorový poslanec Národního shromáždění ČSR.

## Biografie
Pocházel z chudé rodiny. Po absolvování obecné školy a reálného gymnázia byl v roce 1942 totálně nasazen. Roku 1943 byl přesunut do Drážďan, kde byl roku 1944 zatčen a odsouzen pro „škůdcovství na majetku Říše“. Po válce se vrátil do Československa a v létě roku 1945 odešel do pohraničí. Usadil se v Karlových Varech, kde pracoval na poštovním úřadě. Od roku 1946 byl členem ČSL. V letech 1949-1951 zastával post finančního referenta KNV v Karlových Varech. V roce 1952 byl krajským tajemníkem ČSL a v letech 1952-1954 referentem pracovních sil KNV Karlovy Vary.)
Ve volbách roku 1954 byl zvolen za ČSL poslancem ve volebním obvodu Karlovy Vary. V Národním shromáždění zasedal až do konce jeho funkčního období, tedy do voleb v roce 1960.
K roku 1954 se profesně uvádí jako poštovní úředník. Během výkonu poslaneckého mandátu se stal zástupcem vedoucího pobočky cestovní kanceláře Turista v Karlových Varech. V roce 1960 již nekandidoval a odešel z veřejného života.